# Rejon obojański
Rejon obojański (ros. Обоянский район) – jednostka administracyjna wchodząca w skład obwodu kurskiego w Rosji.
Centrum administracyjnym rejonu jest miasto Obojań.

## Geografia
Powierzchnia rejonu wynosi 1026,50 km².
Graniczy z rejonami: miedwieńskim, pristieńskim, bolszesołdatskim, biełowskim (obwód kurski), iwniańskim (obwód biełgorodzki). Łączna długość granicy rejonu wynosi około 195 km.
Głównymi rzekami są: Psioł (54 km nurtu w rejonie), Rybinka (28 km), Małaja Rybinka (17 km), Kamienka (18 km), Turowka (17 km), Usłanka (15 km).

## Historia
Rejon powstał w roku 1928, a w skład nowo powstałego obwodu kurskiego wszedł w 1934.
W 2012 w Kursku został zatrzymany ówczesny szef rejonu Siergiej Siemionowicz Szczigoriew. Śledztwo dotyczyło łapownictwa na dużą skalę.

## Demografia
W 2018 rejon zamieszkiwało 29 577 mieszkańców, z czego 13 339 na terenach miejskich.

## Miejscowości
W skład rejonu wchodzi: 1 miasto, 19 sielsowietów i 83 wiejskich miejscowości.